# Sütő András (író)

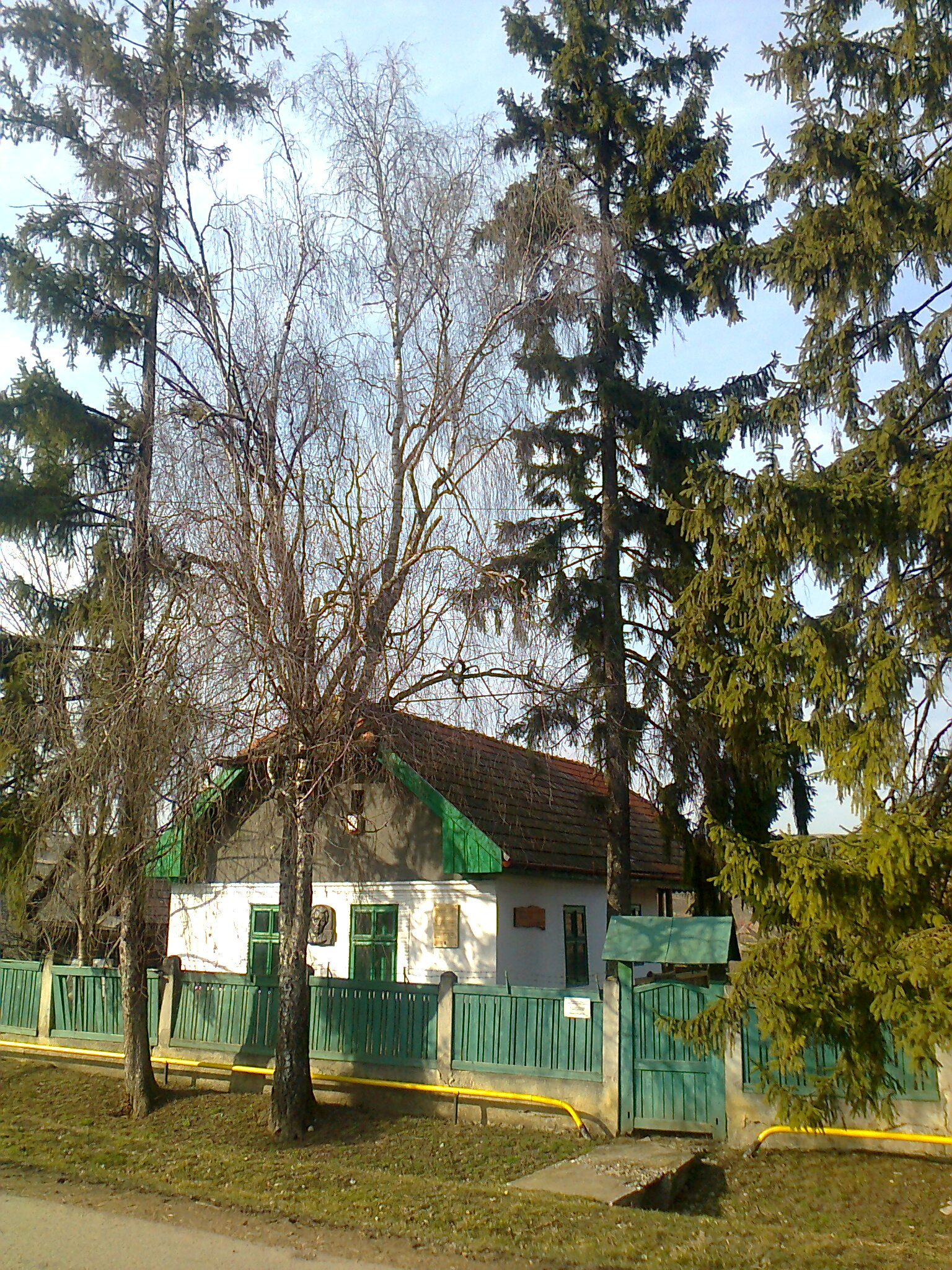
Emlékháza Pusztakamaráson

Sütő András (Pusztakamarás, 1927. június 17. – Budapest, 2006. szeptember 30.) Herder- és Kossuth-díjas erdélyi magyar író.

## Életpályája
Mezőségi szegényparaszti családból származott, szülei Sütő András és Székely Berta voltak. 1940 őszétől a nagyenyedi református kollégium, majd 1945 januárjától kolozsvári református gimnázium diákja volt. Első írását 18 éves korában közölte a kolozsvári Világosság című lap, Levél egy román barátomhoz címmel.
1949-ig Kolozsváron a Szentgyörgyi István Színművészeti Főiskola rendező szakos hallgatója volt, majd tanulmányait megszakítva a Falvak Népe című hetilap főszerkesztője lett. 1951-ben Bukarestbe költözött, mivel a szerkesztőséget oda helyezték át. Nem tudott azonosulni az 1950-es évek politikai viszonyaival ezért 1954-ben lemondott állásáról és Marosvásárhelyre költözött, ahol az Igaz Szó című irodalmi folyóirat főszerkesztő-helyetteseként dolgozott. 1958-1989 között a Művészet, illetve az Új Élet című marosvásárhelyi képeslapnak volt főszerkesztője. 1989-ig az Erdélyi Figyelő főszerkesztői pozícióját töltötte be.
1965–1977 között parlamenti képviselő, 1974–1982 közt a Romániai Írószövetség alelnöke volt. 1980-tól kezdve a Ceaușescu-rezsim betiltotta műveinek kiadását és színdarabjainak bemutatását, ezért 1980 és 1990 között csak Magyarországon tudott publikálni. Ebben az időszakban ő és családja a hatalom és a Securitate folyamatos zaklatásainak voltak kitéve.
1990. március 19-én a marosvásárhelyi fekete március idején a magyarok és románok között kitört etnikai zavargások során, melyet később fekete márciusnak, a marosvásárhelyi pogromnak neveztek el, az RMDSZ székház ostromakor veszítette el bal szeme világát. Saját kérésére Magyarországra szállították gyógykezelésre, 1990. március 20-án este érkezett meg katonai repülőgéppel Tökölre, ahonnan Budapestre vitték tovább.
Több tucatnyi magas színvonalú prózai és drámai műve a jelenkori magyar írók élvonalába emelte. 1998-ban a Digitális Irodalmi Akadémia egyik alapító tagja volt.
Darabjait 1971 óta Magyarországon is folyamatosan játsszák, Kaposváron  mutatták be a Pompás Gedeon című darabját. A színháztörténeti jelentőségű ősbemutató rendezője Komor István volt.
Életének 80. évében, 2006. szeptember 30-án, hosszan tartó betegség után melanómában hunyt el. A marosvásárhelyi vártemplomban volt felravatalozva, majd a református temetőben helyezték örök nyugalomra.
Sírját kopjafa díszíti, melyre felvésve megtalálható pár, fontosabb művének a címe: Anyám könnyű álmot ígér, Engedjétek hozzám jönni a szavakat, Advent a Hargitán.

## Művei

### 1989-ig
- Hajnali küzdelem; Állami, Bukarest, 1949
- Egy képviselőnő levelei; Irodalmi és Művészeti, Bukarest 195?
- Mezítlábas menyasszony (dráma) Bukarest, 1950
- Anikónén' felébred. Novella; Írószövetség, Bukarest, 1950
- Emberek indulnak. Elbeszélések; Szépirodalmi, Budapest, 1953
- Az új bocskor. Elbeszélések; Ifjúsági, Bukarest, 1954
- Októberi cseresznye. Elbeszélések; Irodalmi és Művészeti, Bukarest, 1955 (Kincses könyvtár)
- Egy pakli dohány. Novellák és karcolatok; Szépirodalmi, Budapest, 1955
- Félrejáró Salamon (kisregény) Marosvásárhely, 1956
- Fecskeszárnyú szemöldök. Vidám játék; Nyomtatványok és Kiadványok Állami Kiadója, Bukarest, 1960
- Tártkarú világ. Válogatott elbeszélések; Állami Irodalmi és Művészeti, Bukarest, 1959
- A nyugalom bajnoka. Elbeszélés; Irodalmi és Művészeti, Bukarest, 1959
- Szerelem, ne siess! (színpadi játék), 1961
- Az ismeretlen kérvényező; Ifjúsági, Bukarest, 1961
- Fügedes a Paradicsomban; Nyomdaipari Vállalat, Marosvásárhely, 1965 (Népi Alkotások Tartományi Háza)
- Félrejáró Salamon; 3. jav. kiad.; Irodalmi, Bukarest, 1967
- Pompás Gedeon (dráma) Bukarest, 1968
- Anyám könnyű álmot ígér. Naplójegyzetek; Kriterion, Bukarest, 1970
- Rigó és apostol. Úti tűnődések; Kriterion, Bukarest, 1970
- Misi, a csillagos homlokú; Dacia, Kolozsvár, 1972 (Tanulók könyvtára)
- Pompás Gedeon. Vidám játék; Népi Alkotások és Műkedvelő Tömegmozgalom Irányító Központja, Csíkszereda, 1972 (Színpadi füzetek)
- Istenek és falovacskák. Esszék, újabb úti tűnődések; Kriterion, Bukarest, 1973
- Egy lócsiszár virágvasárnapja (dráma) Bukarest, 1975
- Nyugtalan vizek. Válogatott írások; bevezette: Veress Dániel; Creangă, Bukarest, 1975 (Beszélő tükör)
- Itt állok, másként nem tehetek... Két dráma / Egy lócsiszár virágvasárnapja. Dráma három felvonásban Heinrich von Kleist krónikája nyomán / Csillag a máglyán. Dráma három felvonásban; Kriterion, Bukarest, 1975
- Egy lócsiszár virágvasárnapja / Csillag a máglyán; Magvető, Budapest, 1976
- Káin és Ábel (dráma) Bukarest, 1977
- Engedjétek hozzám jönni a szavakat. Jegyzetek hómezőn és porban; Kriterion, Bukarest, 1977
- Három dráma; Kriterion, Bukarest, 1978
- Káin és Ábel / Sütő András Anyám könnyű álmot ígér c. regénye nyomán színpadra alkalmazta Szabó József; Magvető, Budapest, 1978
- Nagyenyedi fügevirág. Esszék, tűnődések; Szépirodalmi, Budapest, 1978
- Évek – hazajáró lelkek. Cikkek, naplójegyzetek, 1953–1978; Kriterion, Bukarest, 1980
- A szuzai menyegző; Szépirodalmi, Budapest, 1981
- Gyermekkorom tükörcserepei; válogatta, szerkesztette: Ablonczy László; Móra, Budapest, 1982
- Perzsák; Kriterion, Bukarest, 1982
- Az Idő markában. Esszék, naplójegyzetek; válogatta, sajtó alá rendezte: Ablonczy László; Szépirodalmi, Budapest, 1984
- Kalandozások Ihajcsuhajdiában. Mesejáték; ILK, Budapest, 1986
- Sikaszói fenyőforgácsok. Cikkek, naplójegyzetek; válogatta, sajtó alá rendezte: Ablonczy László; ILK–Berzsenyi Dániel Irodalmi és Művészeti Társaság, Budapest, 1987
- Advent a Hargitán. Három játék / Vidám sirató egy bolyongó porszemért / Pompás Gedeon élete, halála és feltámadása / Advent a Hargitán; vers Weöres Sándor, sajtó alá rendezte, jegyzetekkel ellátta: Ablonczy László; Szépirodalmi, Budapest, 1987
- Az álomkommandó (dráma) Budapest, 1987
- A lőtt lábú madár nyomában; Szépirodalmi, Budapest, 1988

### 1990–2006
- Omló egek alatt. Arcképvázlatok és tűnődések. Gyászőrségben; sajtó alá rendezte: Ablonczy László; Szépirodalmi–Kriterion, Budapest–Bukarest, 1990 (Sütő András munkái)
- Naplójegyzetek. 1989. április 30–december 22.; szerkesztette: Marosi Barna, Cseke Gábor; Romániai Magyar Szó, Bukarest, 1990 (RMSZ zsebkönyvek)
- Sárkány alszik veled. Beszélgetések könyve; válogatta, szerkesztette, sajtó alá rendezte: Ablonczy László; Szépirodalmi, Budapest, 1991 (Sütő András munkái)
- Mese és reménység. Válogatott elbeszélések; válogatta, utószót írta: Pomogáts Béla; Madách–MVSZ–Kriterion, Bratislava–Budapest–Bucureşsti, 1991 (Magyarok világkönyvtára)
- Szemet szóért. Dokumentumok – naplójegyzetek; Csokonai, Debrecen, 1993
- Az élet és halál kapuiban; Pallas-Akadémia, Csíkszereda, 1993
- Csipkerózsika ébresztése. Arcképvázlatok, esszék, úti-tűnődések II.; válogatta, sajtó alá rendezte Ablonczy László; Szépirodalmi, Budapest, 1993 (Sütő András munkái)
- Heródes napjai. Naplójegyzetek az erdélyi magyarok exodusáról, 1984–1987; Csokonai, Debrecen, 1994
- Vadpávamenyegző. Igaz mesék, csodás történetek; Tellér, Budapest, 1994
- Az utolsó köntös. A szerző válogatása életművéből; Trikolor–Intermix, Budapest–Ungvár, 1994 (Örökségünk)
- Kék álhalál. Elbeszélések; válogatta, sajtó alá rendezte, jegyzetekkel ellátta: Ablonczy László; Akadémiai, Budapest, 1997 (Sütő András munkái)
- Napló; Helikon, Budapest, 1998 (Sütő András munkái)
- Balkáni gerle; Helikon, Budapest, 1999 (Sütő András munkái)
- Hargitai vadászkalandok. Igaz mesék, csodás történetek; Pallas-Akadémia, Csíkszereda, 1998
- Fülesek és fejszések között; Impress, Marosvásárhely, 1999
- Fülesek és fejszések között. Naplójegyzetek 1987–1992; 2. javított kiadás; Pallas-Akadémia, Csíkszereda, 2001
- Erdélyi változatlanságok. Esszék, cikkek, beszélgetések; jegyz. Cs. Nagy Ibolya; Kossuth Egyetemi, Debrecen, 2001
- Kalandok könyve; Pallas-Akadémia, Csíkszereda, 2001 (Sütő András munkái)
- Erdélyország mit vétettem? Esszék, cikkek, beszélgetések, 1-2.; 2. bővített kiadás; Neptun, Csíkszereda, 2002 (Sütő András munkái)
- Sütő András; válogatta szerkesztette, bevezetőt írta, jegyzetekkel ellátta: Bertha Zoltán; Alexandra, Pécs, 2002 (Kossuth-díjas írók)
- Létvégi hajrában. Esszék, jegyzetek, beszélgetések, levelek; szerkesztette, jegyzetekkel ellátta: Ablonczy László, Cs. Nagy Ibolya; Kossuth Egyetemi Kiadó, Debrecen, 2006
- Volt egyszer egy édesszájú medve; Cerkabella, Szentendre, 2006

### 2007–
- Sikaszói fenyőforgácsok. Cikkek, naplójegyzetek; Erdélyi Gondolat, Székelyudvarhely, 2007
- A készülődés éjszakái. Emlékek, beszélgetések, tanulmányok. Pusztakamarástól Marosvásárhelyig; szerkesztette: Ablonczy László; Helikon, Budapest, 2008 (Sütő András összes művei)
- A máglya füstje; szerkesztette: Ablonczy László; Helikon, Budapest, 2008 (Sütő András összes művei)

### Digitalizált művei
- https://web.archive.org/web/20080915134336/http://www.pim.hu/object.417D5CB5-6FE8-490F-BD16-52CE48693BBF.ivy Digitális Irodalmi Akadémia

## Díjak, elismerések
- Román Népköztársaság Állami Díja (1951; 1953, harmadik fokozat)
- Füst Milán-díj (1978)
- Herder-díj (1979)
- Alföld-díj (1986, 1987)
- SZOT-díj (1989)
- Bethlen Gábor-díj (1990)[8]
- Kossuth-díj (1992)
- Tiszatáj-díj (1992)[9]
- Erzsébet-díj (1993)
- Kisebbségekért díj (1995)
- A Magyar Művészeti Akadémia tagja (1996)
- Magyar Örökség díj (1996)
- A Magyarság Hírnevéért-díj (1997)
- Marosvásárhely díszpolgára (1997)[10]
- A Magyar Köztársasági Érdemrend középkeresztje (1997)
- Hazám-díj (2002)
- A Magyar Köztársasági Érdemrend nagykeresztje (polgári tagozat) (2005) – az egyetemes magyar kultúrához való hozzájárulásáért, valamint az erdélyi magyarság szülőföldön való boldogulása, kisebbségi jogainak védelme érdekében végzett kiemelkedő tevékenysége elismeréseként.
- A Magyar Kultúra Lovagja (2006)

## Emlékezete
- Pusztakamaráson emlékház őrzi az emlékét.
- Tiszanána általános iskolája az ő nevét viseli.